# Ibotyporanga ramosae
Ibotyporanga ramosae är en spindelart som beskrevs av Huber och Antonio D. Brescovit 2003. Ibotyporanga ramosae ingår i släktet Ibotyporanga och familjen dallerspindlar. Inga underarter finns listade i Catalogue of Life.